# Дебре-Зейт
Дебре-Зейт, Бішофту (амх. ደብረ ዘይት; оромо Bishooftu) — місто в центральній частині Ефіопії. Відоме як оздоровчо-рекреаційний центр. Тут розміщена база Військово-повітряних сил Ефіопії та науковий центр сільськогосподарських досліджень.
Населення становить близько 100 тис. осіб.

## Географія
Розташоване в центральній частині регіону Оромія (17 кілометрів на південних схід від Аддис-Абеби) на висоті 1999 метрів над рівнем моря. У межах міста та у його околицях розташовані п'ять кратерних озер (Бішофту, Хору, Бішофту Гуда, Коріфту, Челеклака).

### Клімат
Місто знаходиться у зоні, котра характеризується океанічним кліматом субтропічних нагір'їв. Найтепліший місяць — травень із середньою температурою 19.3 °C (66.7 °F). Найхолодніший місяць — грудень, із середньою температурою 15.9 °С (60.6 °F).
| Клімат Дебре-Зейта             | Клімат Дебре-Зейта | Клімат Дебре-Зейта | Клімат Дебре-Зейта | Клімат Дебре-Зейта | Клімат Дебре-Зейта | Клімат Дебре-Зейта | Клімат Дебре-Зейта | Клімат Дебре-Зейта | Клімат Дебре-Зейта | Клімат Дебре-Зейта | Клімат Дебре-Зейта | Клімат Дебре-Зейта | Клімат Дебре-Зейта |
| Показник                       | Січ.               | Лют.               | Бер.               | Квіт.              | Трав.              | Черв.              | Лип.               | Серп.              | Вер.               | Жовт.              | Лист.              | Груд.              | Рік                |
| Середній максимум, °C          | 26,1               | 27,1               | 28,3               | 27,7               | 28,3               | 26,8               | 24,1               | 23,6               | 24,8               | 26,0               | 26,0               | 25,5               | 26,2               |
| Середня температура, °C        | 17,4               | 19,0               | 20,4               | 20,2               | 20,4               | 19,5               | 18,4               | 18,2               | 18,5               | 18,1               | 17,4               | 17,0               | 18,8               |
| Середній мінімум, °C           | 8,8                | 11,0               | 12,5               | 12,8               | 12,6               | 12,2               | 12,8               | 12,8               | 12,2               | 10,3               | 8,9                | 8,5                | 11,4               |
| Норма опадів, мм               | 14.7               | 33.8               | 57.4               | 73                 | 68.7               | 105                | 239.6              | 242.3              | 134.6              | 26.5               | 7.9                | 5.4                | 1008.9             |
| Днів з опадами                 | 3,3                | 4,1                | 5,7                | 9,2                | 10,2               | 11,1               | 10,1               | 12,4               | 10,3               | 6,6                | 4,2                | 2,9                | 90,1               |
| Вологість повітря, %           | 46.2               | 46.4               | 49.5               | 58.2               | 65.1               | 64.3               | 68                 | 68.8               | 65.4               | 66.9               | 61.2               | 54.2               | 59.5               |
| ------------------------------ | ------------------ | ------------------ | ------------------ | ------------------ | ------------------ | ------------------ | ------------------ | ------------------ | ------------------ | ------------------ | ------------------ | ------------------ | ------------------ |
| Джерело: , Weatherbase (опади) |                    |                    |                    |                    |                    |                    |                    |                    |                    |                    |                    |                    |                    |